# Jost Becker
Johann Jost Becker (* 8. Dezember 1766 in Rüchenbach; † 30. März 1833 ebenda) war ein hessischer liberaler Politiker und ehemaliger Abgeordneter der 2. Kammer der Landstände des Großherzogtums Hessen.
Jost Becker war der Sohn des Gerichtsschöffen und Amtsvorstehers Johannes Becker und dessen Frau Margarethe geborene Becker. Am 9. Mai 1788 heiratete er in Rüchenbach Katharina geborene Hof. Jost Becker war Schultheiß in Römershausen bzw. Rüchenbach. In der 3. und 4. Wahlperiode (1826–1830) war Jost Becker Abgeordneter der zweiten Kammer der Landstände des Großherzogtums Hessen. In den Landständen vertrat er den Wahlbezirk Oberhessen 2/Gladenbach.